# Kathedrale von Southwark

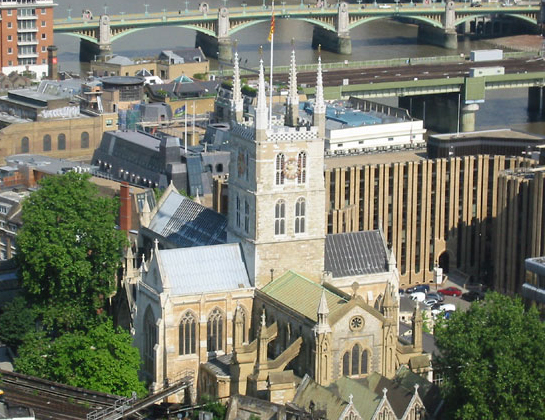
Die Kathedrale heute

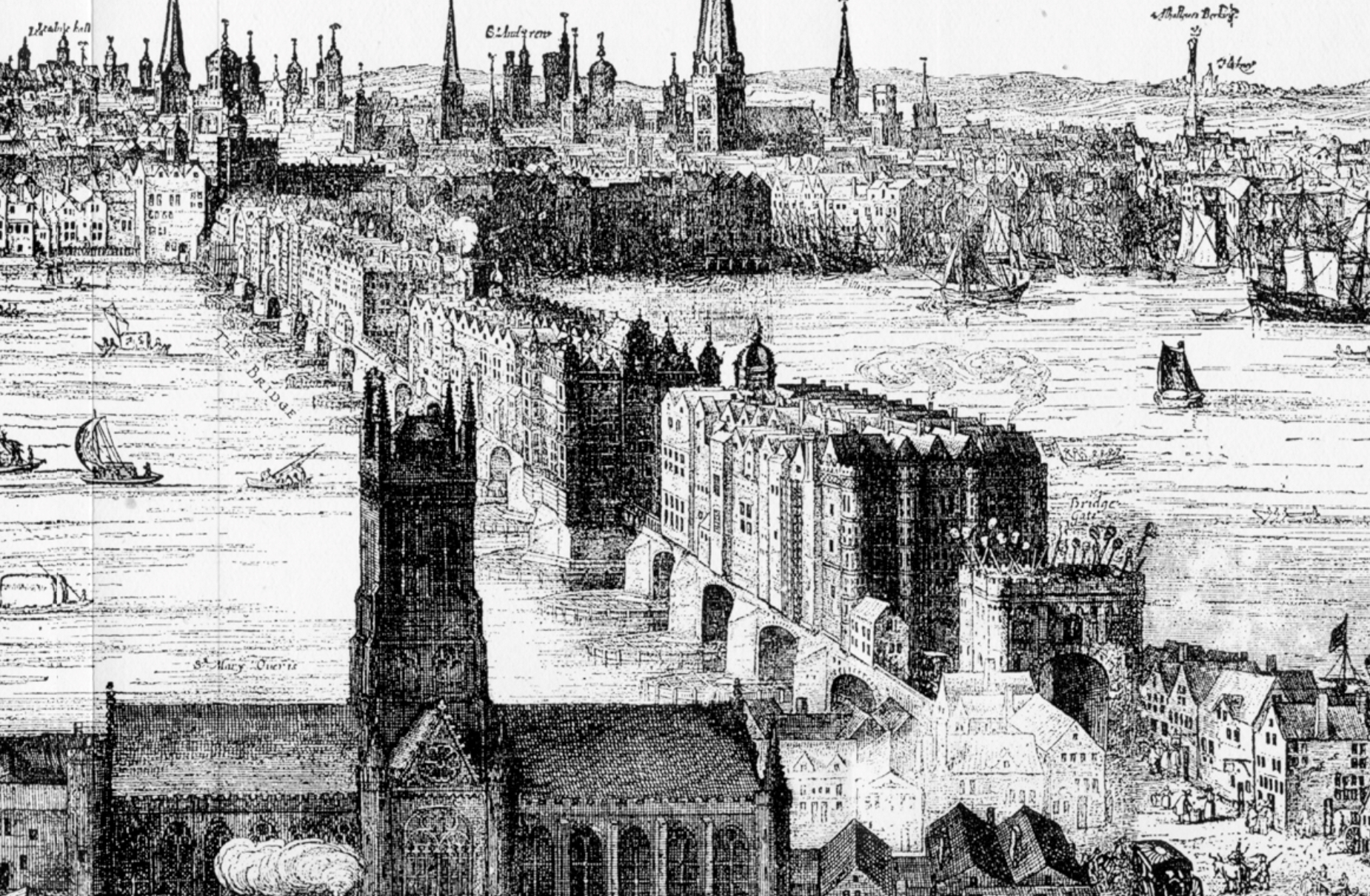
Kirchengebäude und alte London Bridge (Claes Janszoon Visscher, 1616)

Die Southwark Cathedral [ˈsʌðək] oder The Cathedral and Collegiate Church of St Saviour and St Mary Overie ist die am südlichen Ufer der Themse im Londoner Stadtteil Southwark gelegene Kathedrale des anglikanischen Bistums Southwark. Das im Stil der Gotik gehaltene Kirchengebäude stammt im Wesentlichen aus der Zeit von 1220 bis 1420. Bischofskirche wurde es erst 1905.

## Geschichte
Bereits im Domesday Book aus dem Jahr 1086 findet sich ein Hinweis auf die Kirche. Dass an dieser Stelle schon im Jahr 606 ein Kloster bestanden habe, ist aber umstritten. Thomas Becket soll hier wenige Tage vor seiner Ermordung gepredigt haben.
Die Kirche fiel mehrmals Bränden zum Opfer, so 1212 und zu Ende des 14. Jahrhunderts. Sie diente als Begräbnisstätte bekannter Schriftsteller, so von John Gower und John Fletcher. Vom Kirchturm aus entwarf Wenzel Hollar seinen „Long View of London“ aus 1638, eine bekannte Panoramadarstellung.
Das Hauptschiff wurde im Zuge der Einrichtung der Erzdiöszese 1895 von Sir Arthur Blomfield neu entworfen. 1988 wurde das Gebäude grundlegend renoviert.
Außerhalb der Kathedrale steht ein Denkmal für Mahomet Weyonomon, den Sachem (Chef) des Mohegan-Stammes, der 1735 nach London kam, um König Georg II. um Gerechtigkeit für seinen von britischen Siedlern bedrängten Stamm zu bitten. Er starb 1736 an Pocken, bevor die vom König eingesetzte Kommission seinen Fall gehört hatte. Er wurde bei einem nächtlichen Begräbnis, das nicht der Stammestradition entsprach, in einem unmarkierten Grab in Southwark beigesetzt. Im Jahr 2006 stiftete Königin Elisabeth II. das vom britischen Künstler Peter Randall-Page aus einem rosafarbenen Granitfelsen gehauene Denkmal. Mitglieder des Mohegan-Stammes führten dort eine traditionelle Bestattungszeremonie durch.

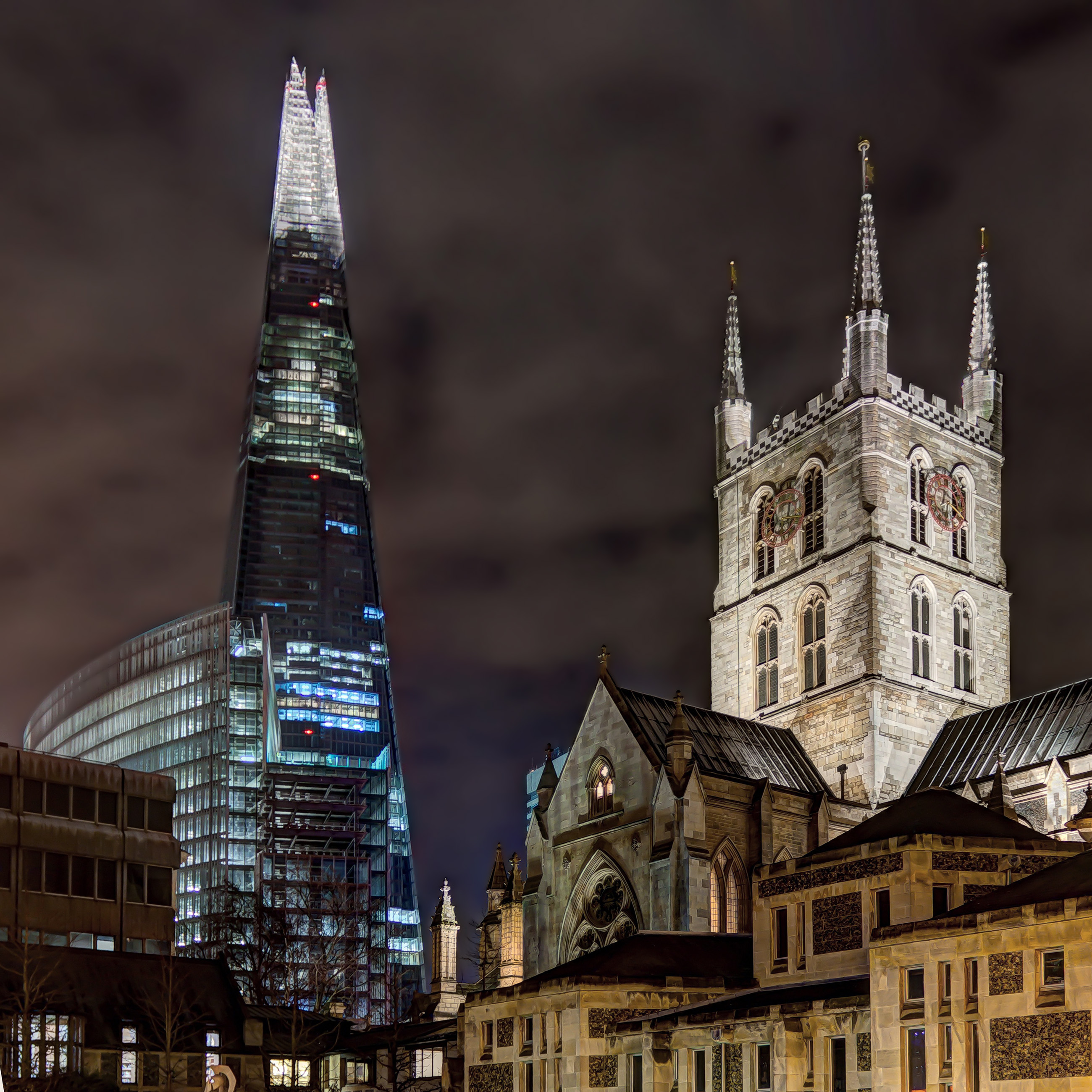
Fassade bei Nacht mit The Shard im Hintergrund
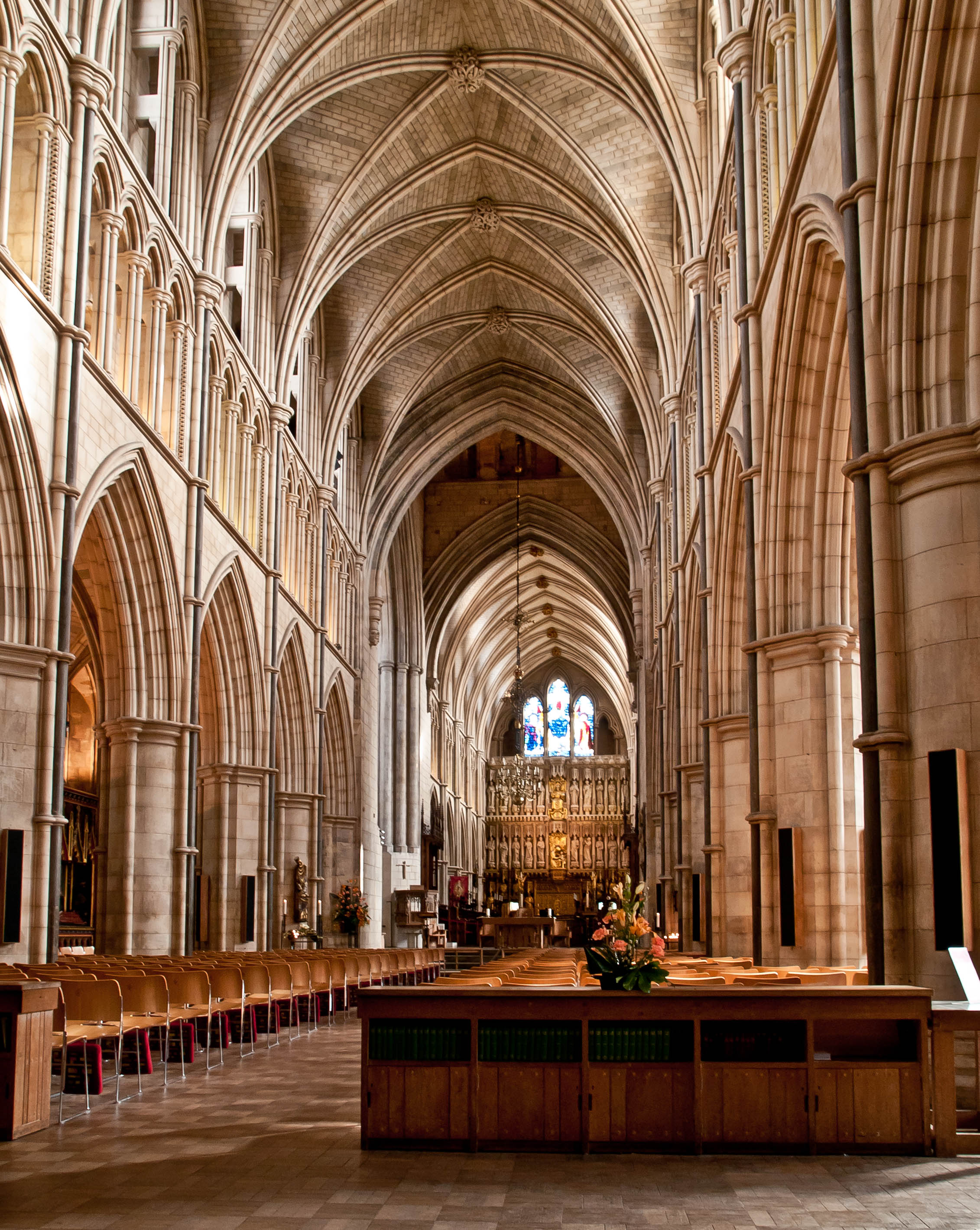
Mittelschiff und Chorraum
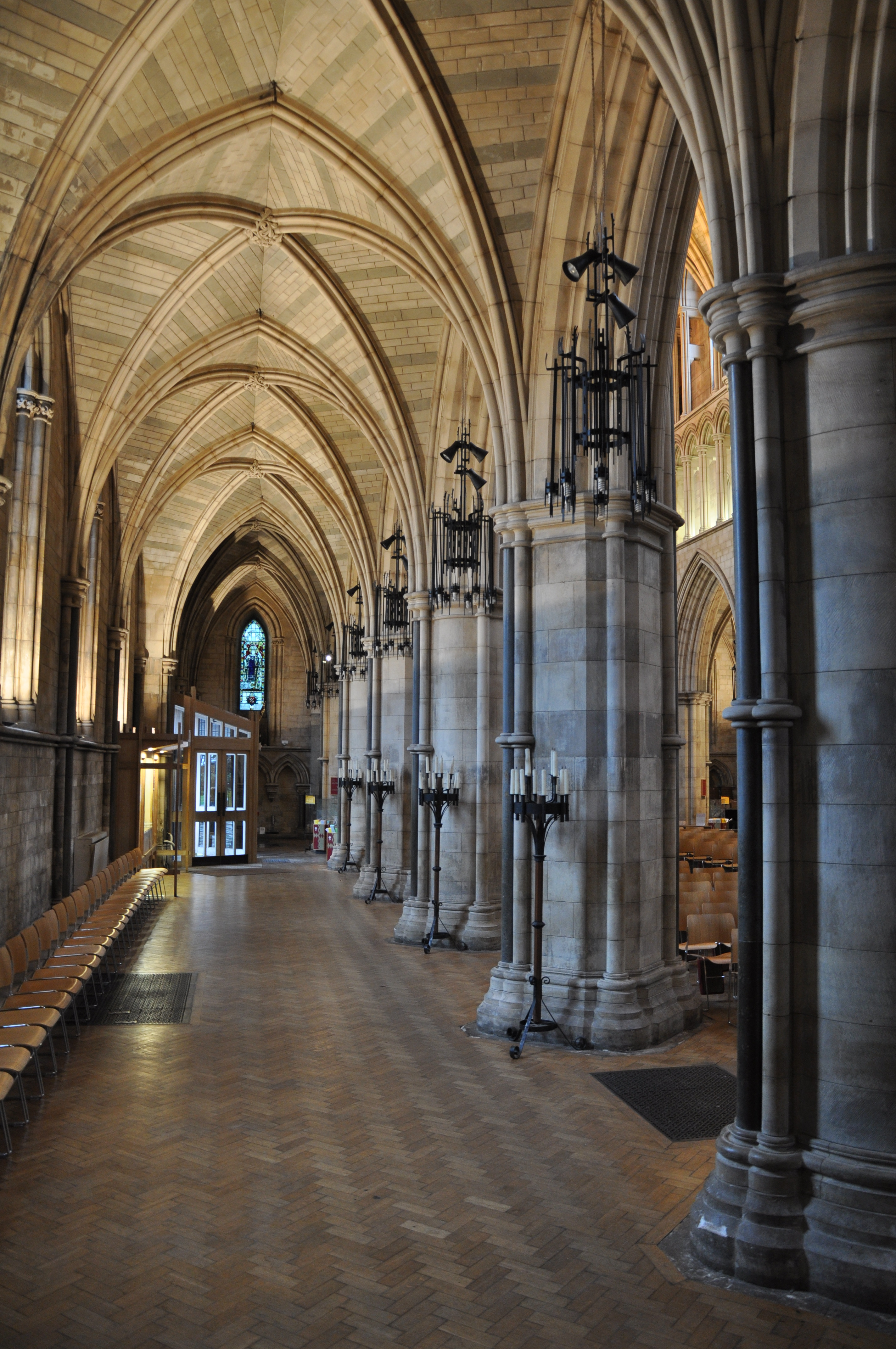
Blick durch das Seitenschiff
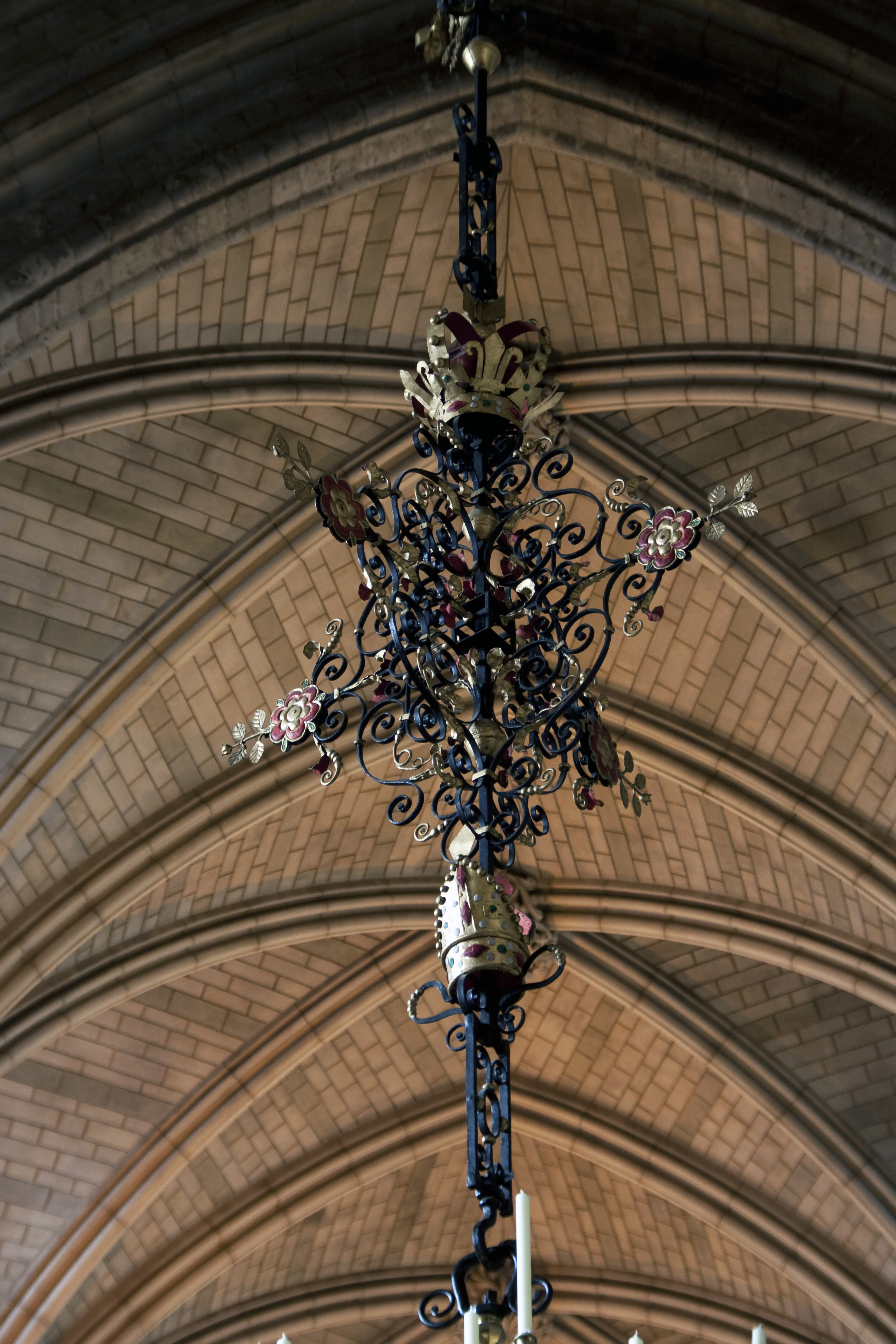
Gewölbe

## Orgel

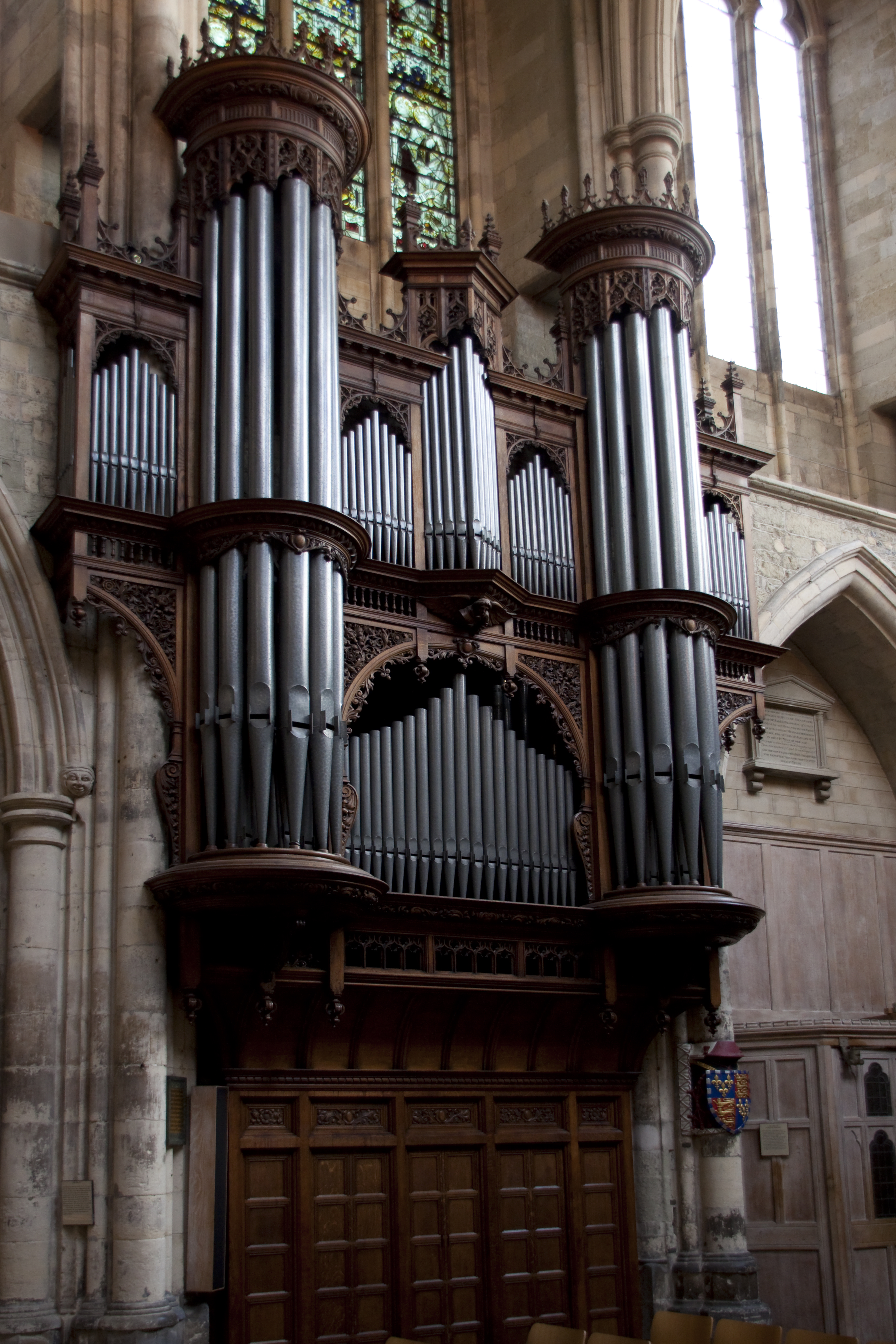
Blick auf die Orgel

Die Orgel wurde 1897 von dem Orgelbauer T.C. Lewis (Brixton, London) mit elektropneumatischen Trakturen erbaut. Das Orgelgehäuse wurde durch den bekannten Viktorianischen Architekten Arthur Blomfield entworfen. 1952 wurde das Instrument durch die Orgelbauer Henry Willis & Son umfassend umgebaut. 1986 und 1991 wurde das Instrument auf den ursprünglichen Zustand zurückgebaut. Es hat 61 Register auf vier Manualen und Pedal. Die Trakturen sind elektropneumatisch.
| I Choir C–c4     |     |
| Lieblich Gedackt | 16′ |
| Geigen Principal | 8′  |
| Salicional       | 8′  |
| Dulciana         | 8′  |
| Lieblich Gedackt | 8′  |
| Salicet          | 4′  |
| Flauto Traverso  | 4′  |
| Lieblich Gedackt | 4′  |
| Lieblich Gedackt | 2′  |
| Mixture III      |     |

| II Great C–c4      |       |
| Contra Viole       | 16′   |
| Bourdon            | 16′   |
| Open Diapason No.1 | 8′    |
| Open Diapason No.2 | 8′    |
| Stopped Diapason   | 8′    |
| Flûte Harmonique   | 8′    |
| Octave             | 4′    |
| Flûte Harmonique   | 4′    |
| Octave Quint       | 2 ⁄3′ |
| Super Octave       | 2′    |
| Cornet III-V       |       |
| Mixture IV         |       |
| Trumpet            | 8′    |

| III Swell C–c4   |     |
| Lieblich Bourdun | 16′ |
| Open Diapason    | 8′  |
| Viole da Gambe   | 8′  |
| Voix Celestes    | 8′  |
| Rohr Flöte       | 8′  |
| Geigen Principal | 4′  |
| Rohr Flöte       | 4′  |
| Flautino         | 2′  |
| Mixture IV       |     |
| Contra Fagotto   | 16′ |
| Horn             | 8′  |
| Oboe             | 8′  |
| Voix Humaine     | 8′  |
| Clarion          | 4′  |
| Tremolo          |     |

| IV Solo C–c4    |     |
| Vox Angelica    | 8′  |
| Unda Maris      | 8′  |
| Flûte harm.     | 8′  |
| Flûte harm      | 4′  |
| Trombone        | 16′ |
| Cor Anglais     | 16′ |
| Tuba Magna      | 8′  |
| Trompette harm. | 8′  |
| Orchestral Oboe | 8′  |
| Clarinet        | 8′  |
| Tremolo         |     |

| Pedal C–f1     |     |
| Great Bass     | 32′ |
| Major Violon   | 32′ |
| Open Bass      | 16′ |
| Violon         | 16′ |
| Dulciana Bass  | 16′ |
| Sub Bass       | 16′ |
| Violoncello    | 8′  |
| Flute          | 8′  |
| Viola          | 4′  |
| Octave Flute   | 4′  |
| Contra Posaune | 32′ |
| Bombarde       | 16′ |
| Posaune        | 16′ |
| Trumpet        | 8′  |